# 2024 en Suède
Chronologie de la Suède
- 2020
- 2021
- 2022
- 2023
- 2024
- 2025
- 2026
- 2027
- 2028

Cet article présente les faits marquants de l'année 2024 en Suède ou relatifs à la Suède.

## Gouvernement
- Monarque : Charles XVI Gustave
- Premier ministre : Ulf Kristersson

## Événements

### Janvier
- 4 janvier : de fortes chutes de neige bloquent au moins 1 000 véhicules sur l'autoroute E22. Les usagers passent la nuit dans leur voiture[1].
- 23 janvier : le Parlement turc ratifie l'adhésion de la Suède dans L'OTAN[2].

### Février
- 26 février : la Hongrie ratifie l'adhésion de la Suède à l'OTAN[3].

### Mars
- 7 mars : la Suède devient officiellement le 32e membre de l'OTAN[4].

### Mai
- 28 mai : un sanglier est déposé devant la porte de la mosquée de Skövde. La Suède s'inquiète de la montée d'actes antimusulmans de plus en plus fréquents[5].
- 31 mai : lors d'un sommet à Stockholm, la Suède signe  avec le président ukrainien Volodymyr Zelensky un accord bilatéral de sécurité face à l'invasion russe de l'Ukraine qui à ce jour s'élève d'au moins 105 milliards de couronnes suédoises (soit 9 milliards d’euros) pour la période 2022-2026[6]

### Août
- 15 août :la Suède annonce son premier cas de mpox (variole du singe)[7].

### Septembre
- 23 septembre :  le géant suédois des batteries électriques Northvolt, au bord de la faillite, annonce la suppression de 1 600 emplois[8].

### Octobre
- 15 octobre : la presse suédoise dévoile une affaire de viol concernant le footballeur Kylian Mbappé[9].
- 16 octobre : l'avocate de Mbappé annonce le dépôt d’une plainte pour « dénonciation calomnieuse »[10].
- 29 octobre : l'entreprise de meuble Ikea annonce le versement de 70 millions de couronnes (6 millions d’euros) au fonds national d'aide aux victimes de l'ancienne République démocratique allemande qui avait eu recours à de la main-d'œuvre forcée de prisonniers politiques dans les usines de ses fournisseurs est-allemands pendant les années 1970 et 1980[11].

### Novembre
- 4 novembre : la ministre de l'environnement, Romina Pourmokhtari, annonce l'annulation de treize projets d'éoliennes en mer Baltique. Un rapport des forces suédoises indique que le mouvement des pales rotatives émet des échos radar qui perturbent la détection d'une attaque de missiles[12].

### Décembre
- 12 décembre : l'enquête pour viol sur l'affaire Kylian Mbappé est close faute, de preuves suffisantes[13].

## Art et culture

### Cinéma
- 15 au 25 février : Teddy Award pour Crossing de Levan Akin à la Berlinale.

### Chanson
- 7 au 11 mai : Concours Eurovision de la chanson à Malmö.

### Festival
- 17, 18 et 19 mai : Taylor Swift donne trois concerts à la Strawberry Arena de Stockholm dans le cadre de sa tournée The Eras Tour pour la première fois en Suède.

## Décès
- 9 janvier : Philippe Kpodzro, homme d'Église togolais mort en Suède
- 9 février : Roland Grip, footballeur
- 20 février : Erik Bergkvist, homme politique
- 25 février : Georg Riedel, contrebassiste et compositeur
- 15 mars : Karl-Ove Mannberg, violoniste
- 28 mars : Kurt Elimä, sauteur à ski
- 11 avril : Anna-Greta Leijon, femme politique
- 10 mai : Hans Wahlgren, acteur
- 18 mai : Palle Danielsson, contrebassiste de jazz
- 5 juillet : Bengt Samuelsson, biochimiste
- 14 août : Sture Grahn, fondeur
- 15 août : Lars Björn, joueur de hockey sur glace
- 21 août : Gösta Eriksson, rameur
- 22 août : Peter Lundgren, joueur et entraîneur de tennis
- 26 août : Sven-Göran Eriksson, entraîneur de football
- 26 septembre : Sören Börjesson, joueur et entraîneur de football
- Octobre : Teresa Nowak, athlète polonaise spécialiste du 100 mètres haies décédée en suède
- 28 octobre : Suzanne Osten, dramaturge, metteuse en scène, réalisatrice et scénariste